# Проезд Загорского
Прое́зд Заго́рского — проезд в Москве, на территории района Можайский Западного административного округа.
Считался центром города Кунцево, с тех времён на проезде сохранились два деревянных дома (д. 10, д. 23). В ныне утраченном доме № 5 в 1930—1940-е годы находился Кунцевский райотдел НКВД.

## Описание
Проходит параллельно улице Вересаева, вдоль бывшего ПКиО «Кунцево», в направлении с севера на юг, начинаясь от Можайского шоссе.

## Происхождение названия
Проезд назван в честь революционера, большевистского деятеля Владимира Михайловича Загорского (1883—1919), погибшего в результате террористического акта при взрыве здания МК партии в Леонтьевском переулке (также в честь В. М. Загорского город Сергиев Посад был переименован в Загорск). При этом справочник «Имена московских улиц» называет дату 1960 год, то есть год включения территории города Кунцево в состав Москвы. Однако на карте 1940 года проезд уже носит это имя.

## Здания и сооружения

### по нечётной стороне
- № 3 — пятнадцатиэтажный одноподъездный кирпичный жилой дом, построен по индивидуальному проекту в 1987 году
- № 5 — пятнадцатиэтажный одноподъездный кирпичный жилой дом, построен по индивидуальному проекту в 1980 году
- № 7 корп. 1 — пятнадцатиэтажный одноподъездный кирпичный жилой дом, построен по индивидуальному проекту в 1982 году
- № 11 — пяти-семиэтажный четырёхподъездный жилой комплекс из блокированных домов, построен в 1999 году

Построен в 1999 году.
- № 23 — здание бывшей дачи банкира Юнкера, ныне в нём расположен факультет дизайна Института современного искусства

### по чётной стороне
- № 10 — здание бывшей дачи булочника Филиппова
- № 20 — филиал городской клинической больницы № 71

## Транспорт

### Наземный транспорт
По проезду общественный транспорт не ходит.
Поблизости, на Можайском шоссе, расположены автобусные остановки «Улица Вересаева» и «Улица Багрицкого», откуда ходят автобусы до ближайших станций метро:
- № 45, 190, 610, 612, 733 (до метро «Кунцевская»)
- № 103, 157, 205, 231, 818, 840 (до метро «Славянский бульвар»)

### Ближайшие станции метро
- Станция метро "Давыдково"
- Станции метро "Кунцевская" Арбатско-Покровской и Филёвской линии, а также "Кунцевская" Большой Кольцевой линии

### Железнодорожный транспорт
- Платформа "Кунцевская" Смоленского направления Московской железной дороги